# Sono un pirata, sono un signore
(Sono un pirata, sono un signore, Julio Iglesias.)
Sono un pirata, sono un signore è un album in italiano di Julio Iglesias, uscito nel 1978.

## L'album
È l'album che – dopo l'uscita di Se mi lasci, non vale (1976) – ha segnato l'affermazione del cantante spagnolo anche in Italia. Contiene due dei suoi brani più celebri in Italia, vale a dire Pensami (versione in italiano di Júrame, celebre canzone scritta negli anni venti dalla compositrice messicana María Grever) e Sono un pirata, sono un signore (Soy un truhán, soy un señor), la canzone che dà il titolo all'album.
L'album contiene inoltre Abbracciami (Abrázame) e si chiude con una cover del celebre brano di Charlie Chaplin Limelight, tratto dal film Luci della ribalta, brano che è stato adattato in italiano con il titolo di Stai.
L'adattamento in italiano dei testi  e la produzione italiana dell'album sono stati curati da Gianni Belfiore.

## Tracce
Lato 1:
1. Pensami (Júrame) (Belfiore – M. Grever) 4'04
2. Sono un pirata, sono un signore (Soy un truhán, soy un señor) (Belfiore – De La Calva – Arcusa – Iglesias) 2'58
3. Dove sarai (Donde estarás) (Belfiore – De la Calva – Arcusa) 2'58
4. Amico (Gavilán o Paloma) (Belfiore – Botija) 4'38
5. Abbracciami (Abrázame) (Belfiore – Iglesias – Ferro) 4'43

Lato 2:
1. Restiamo ancora insieme (Para que no me olvides) (Belfiore – R. Girado) 4'03
2. 33 anni (33 años) (Belfiore – Iglesias) 3'11
3. Seguirò il mio cammino (Seguiré mi camino) Belfiore – Ramos – Iglesias 3'11
4. Sono sempre io (Cada día más) (Belfiore – De la calva – Iglesias) 3'11
5. Stai (Limelight) (Chaplin– Spider) 5'01